# Athripsodes prionii
Athripsodes prionii är en nattsländeart som beskrevs av Scott 1958. Athripsodes prionii ingår i släktet Athripsodes och familjen långhornssländor. Inga underarter finns listade i Catalogue of Life.